# Cisti trichilemmale
Le cisti trichilemmali sono cisti che si formano nel follicolo pilifero. Sono per lo più rilevate sul cuoio capelluto.
Sono lisce all'esterno e contengono materiale cheratinico.
Raramente, queste cisti, chiamate cisti trichilemmali proliferanti, crescono rapidamente.

## Trattamento
La cisti trichilemmale può essere rimossa chirurgicamente con anestesia locale tramite una semplice incisione della cute con totale rimozione del contenuto, sempre nel rispetto delle comuni regole di asepsi.